# Franc Lampret
Franc Lampret, slovenski skladatelj, * 18. julij 1923, Prevalje, † 8. avgust 1997, Ljubljana.

## Življenjepis
Študij kompozicije je končal na Akademiji za glasbo v Ljubljani leta 1957, iz filmske in scenske glasbe pa se je izpopolnjeval v Sieni (Italija). Med njegova najuspešnejša dela sodi glasba za celovečerne filme Bitka na Neretvi (režiser: Veljko Bulajić), Sončni krik (režiserja Boštjana Hladnika), Ljubezen na odoru (režiser: Vojko Duletić)  in Zakon vojne (režiser: Bruno Paolinelli).